# Ausentes
Ausentes és una pel·lícula de thriller psicològic espanyola de 2005 dirigida per Daniel Calparsoro i protagonitzada per Ariadna Gil i Jordi Mollà.

## Argument
Julia (Ariadna Gil) conviu amb el seu espòs Samuel (Jordi Mollà) i els seus dos fills: Félix (Nacho Pérez) i Luis (Omar Núñez). Julia perd la seva feina, però per la seva edat i experiència no aconsegueix trobar-ne una altra de la mateixa posició. Tots ells viuran a una urbanització de xalets als afores de Madrid.
Només arribar, la Julia percep coses estranyes a la urbanització: tot sembla buit, no obstant això, hi ha "alguna cosa" que no li agrada... En Félix no accepta a la seva mare, però en Luis (el petit) li té molt afecte.
Aquestes pors i temors fan que Julia es plantegi si realment és acceptada per la seva família. Un dia, Julia comença a veure una dona estranya a casa seva. L'"aparició" només és visible en la penombra, i s'esvaeix en entrar la llum de fora. En Samuel, incrèdul del que diu la seva esposa, comença a aplicar-li forts sedants, alhora que la tanca a la seva habitació. Això comença a fer sospitar a la Julia que, en una de les seves sortides, el segueix i el troba en una casa buida, conversant amb, aparentment, una persona imaginària. En pujar al pis superior de casa, la Julia veu a en Félix en una situació similar; aquest, sorprès per veure-la aquí, l'amenaça amb una katana de pràctica. En sortir de casa, Julia comença a sentir veus, alhora que siluetes amenaçadores semblen assetjar-la.
Aquests fets fan que la Julia intenti escapar-se del poble amb en Luis, però aquest és capturat per la "dona estranya". Tement per la seva vida i la del seu fill, la Julia puja al cotxe d'en Samuel i l'atropella. En Félix n'és testimoni i comença a córrer. La Julia el persegueix amb un ganivet, intentant trobar a en Luis. En Félix es refugia en la piscina local, i en demanar ajuda, la Julia de sobte és colpejada "per l'aire".
La pel·lícula llavors ens revela que la Julia pateix algun tipus de malaltia mental que li impedeix veure a la gent, i el seu marit la cuida (amb més o menys paciència, amb més o menys resignació, amb més o menys violència). En Félix, que sembla no tenir respecte vers la seva mare, veu en ella a una figura materna feble a causa de la seva malaltia, sense capacitat d'imposar-se a ell. En realitat, en Félix es preocupa per la seva mare, encara que l'estat de la Julia fa que li tingui por. La dona que la Julia veu a vegades a casa seva és la mainadera dels seus fills, perquè ella no pot fer-se'n càrrec en el seu estat.
Bàsicament, el director juga mostrant-nos la vida des del punt de vista de la Julia, ocultant-nos la "veritable realitat" fins a l'escena final.

## Repartiment
- Ariadna Gil - Julia
- Jordi Mollà - Samuel
- Nacho Pérez - Félix
- Omar Núñez - Luis
- Mar Sodupe - la dona misteriosa
- Félix Granado
- Àlex Brendemühl - cap de personal

## Comentaris
En aquesta pel·lícula es planteja les pors que pot suposar la vida quotidiana. Els plans dels ulls de cada protagonista són els que determinen el grau de subjectivitat del que estem veient.

## Premis i crítiques
Tot i que Ariadna Gil va guanyar el premi a la millor actriu al Fantasporto de 2007 pel seu paper, la pel·lícula no va rebre bones crítiques.
| «                           | "L'intent de 'minimalitzar' el grunyit i disgust esdevé en un pueril catàleg d'esglais (electro)domèstics, simbolismes gastats i gaters (...) Puntuació: ★★ (sobre 5)." | » |
| — Javier Cortijo: Diari ABC | |   |

| «                         | "Una atmosfera asfixiant, gèlida (...) tanmateix el guió arriba a un final replet de trucs de màgia en el qual poques coses s'entenen (...) Puntuació: ★★½ (sobre 5)" | » |
| — Javier Ocaña, Cinemanía | |   |

| «                            | "Durant pràcticament el 95% de la durada del film, les coses s'aguanten (...) El problema és el 5% restant (...) han fet trampa" | » |
| — M. Torreiro: Diari El País | |   |